# Wilhelm Köhler (Landrat)
Wilhelm Köhler (* 31. Januar 1901 in Ortenberg; † 8. August 1985 in Gießen) war ein deutscher Jurist.

## Leben
Als Sohn eines Lehrers geboren, studierte Köhler nach dem Besuch des Gymnasiums in Büdingen ab 1919 Rechtswissenschaften in Gießen. Während seines Studiums wurde er 1919 Mitglied der Burschenschaft Frankonia Gießen. Seine juristischen Staatsprüfungen legte er 1923 und 1927 ab. Er wurde Regierungsassessor bei der Reichsvermögensverwaltung in Mainz und war von 1929 bis 1933 als Assistent bei der Provinzialdirektion Oberhessen in Gießen tätig.
Zum 1. August 1932 trat er der NSDAP bei (Mitgliedsnummer 1.219.744). 1934 wurde Köhler Regierungsrat und Referent für die Hochschulen in einem hessischen Ministerium in Darmstadt. Nach Differenzen mit dem Gauleiter wurde er 1937 an das Kreisamt Heppenheim versetzt und wurde im August 1937 Kreisdirektor in Alzey. 1938 wurde er Kreisdirektor und 1939 Landrat des Kreises Offenbach. Am Zweiten Weltkrieg nahm er ab 1939 als Offizier bei der Infanterie teil. 1943 wurde er vertretungsweise, 1944 planmäßig Regierungsvizepräsident bei der Regierung in Bromberg im Reichsgau Danzig-Westpreußen. Von 1945 bis 1946 befand sich Köhler in Kriegsgefangenschaft.
Er kehrte nach Ortenberg zurück und arbeitete als Rechtsanwalt. 1949 wurde er wieder im Staatsdienst eingesetzt, zunächst als Regierungsrat und Referent im Hessischen Ministerium für Erziehung und Volksbildung in Wiesbaden. 1952 wurde er Kanzler der Justus-Liebig-Hochschule und später der Justus-Liebig-Universität Gießen. 1952 wurde er Oberregierungsrat und war als Vorstand des Kuratoriums der Universität Gießen tätig. Zuletzt war er Leitender Regierungsdirektor und ging 1966 in den Ruhestand.
Für seine Verdienste um die Universität Gießen wurde Köhler 1982 zum Ehrensenator der Universität ernannt. Er war Leistungssportler und ehrenamtlich im Vereinssport, insbesondere im Rudern, tätig. Von 1952 bis 1985 war er Beisitzer im Vorstand der Gesellschaft für burschenschaftliche Geschichtsforschung.